# Kasteel van Schoten

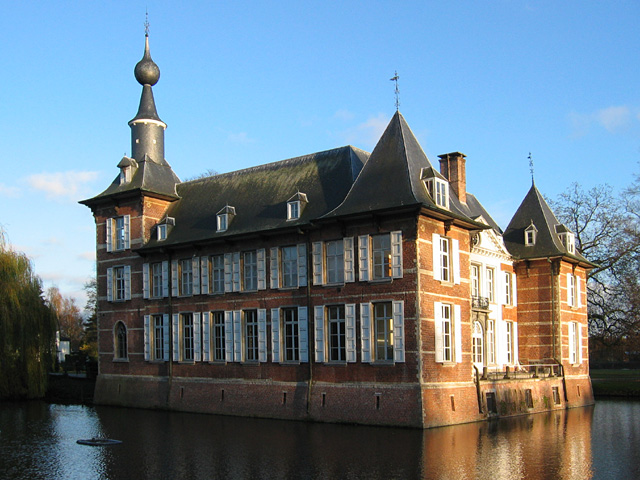
Kasteel van Schoten

Het Kasteel van Schoten is een kasteel in de gemeente Schoten.
De eerste vermelding van het Hof van Schoten (als hoeve) stamt uit 1232. Het gebouw werd in 1950 door het gemeentebestuur van Schoten gekocht en in 1955 werd het ingericht als cultureel centrum.
Het Kasteel ligt in het park van Schoten en is omringd door een gracht. Een valkentoren en een grote hoeveschuur (Riddershoeve: genoemd naar de laatste bewoners) horen ook bij het Kasteel.

## Gelijkenis

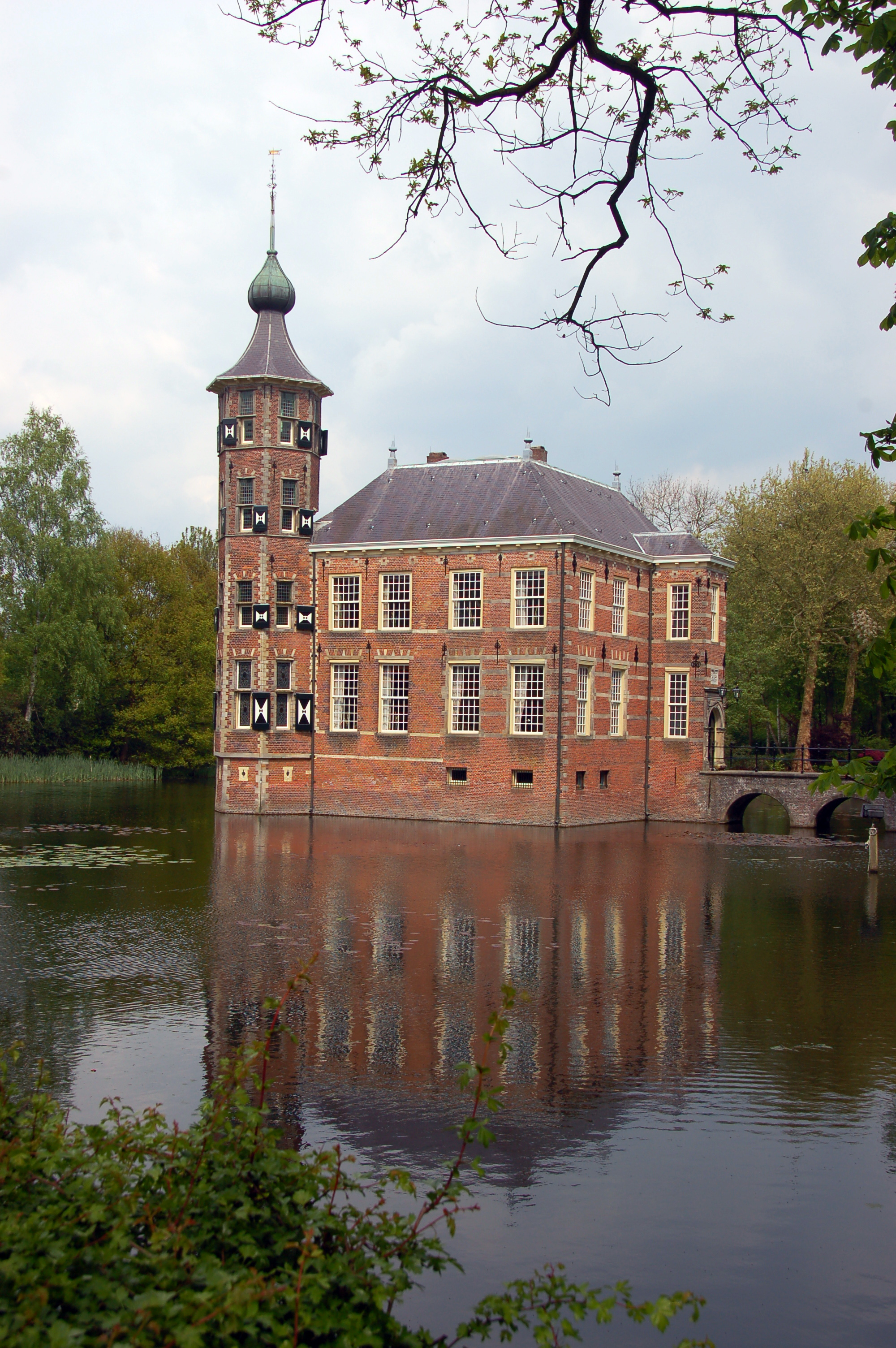
Breda: Kasteel Bouvigne

Het Kasteel van Schoten bezit een tamelijk opvallende gelijkenis met het kleinere Kasteel Bouvigne te Breda. De heerlijkheid Breda stond eertijds (van 1167 tot 1268) onder gezag van de Heren van Schoten (de vlaggen van Schoten en Breda zijn identiek). Ten tijde van de heren van Schoten vormde het goed De Boeverie (= Bouvigne) mogelijk al wel een middeleeuws eigengoed. In de vijftiende en zestiende eeuw was daar een omwaterd herenhuis gevestigd, dat in bezit was van de Bredase familie Van Brecht. Nadat in 1548 de bouw van het huidige kasteel was begonnen, begon in 1611 de definitieve verbouwing waarbij het huis zijn huidige vorm kreeg. 